# Campanha viquingue no norte de Portugal
A campanha viquingue no norte de Portugal foi uma prolongada incursão nórdica que decorreu entre julho de 1015 e abril de 1016. Durante este período, saqueadores viquingues subiram o rio Douro e avançaram para norte, estabelecendo acampamentos e atacando povoações entre os rios Douro e Ave.

## Antecedentes
A primeira incursão viquingue documentada na costa ocidental da Península Ibérica ocorreu em 844, e embora tenha sido repelida, possivelmente com a ajuda de uma tempestade atribuída à intervenção miraculosa do bispo Gonçalo, deixou a cidade de Sevilha em ruínas. Outras incursões nórdicas foram registadas por fontes muçulmanas, asturianas, galegas e algumas do Condado Portucalense.
Segundo Ann Christys, Lisboa poderá ter sido o "primeiro objetivo dos viquingues", embora existam também registos de ataques mais a sul, ao longo da costa alentejana e do Algarve. O Algarbe Alandalus, especialmente a zona em redor de Lisboa, e a Galiza, são as regiões mais frequentemente referidas em relatos de incursões viquingues no ocidente da Península Ibérica. No entanto, os viquingues não se limitaram a essas zonas, mostrando também interesse evidente na costa atlântica central, em especial na região de Entre Douro e Minho.

## Campanha
De acordo com documentos preservados em mosteiros como o de São Salvador de Moreira, um grande grupo de saqueadores nórdicos entrou no Rio Douro em julho de 1015, avançando para norte e ocupando o território entre os rios Douro e Ave durante cerca de nove meses. Estes homens, descritos como "filhos e netos dos normandos", construíram acampamentos, saquearam povoações e capturaram numerosos habitantes, exigindo elevados resgates pela sua libertação.
Um desses casos está registado num documento de 1018, onde um homem chamado Amarelo Mestaliz, residente em Guilhabreu, Vila do Conde, relata como as suas três filhas foram capturadas durante a campanha viquingue. Incapaz de pagar o resgate, tentou vender uma propriedade a uma nobre chamada Loba Alvites (possivelmente filha do conde Alvito Nunes), que vivia a uma distância segura dos ataques normandos. Como o negócio não se concretizou, vendeu as suas terras a Froila Tructesindiz, conseguindo assim reunir os 15 sólidos de prata exigidos para libertar as filhas.

## Cerco de Vermoim

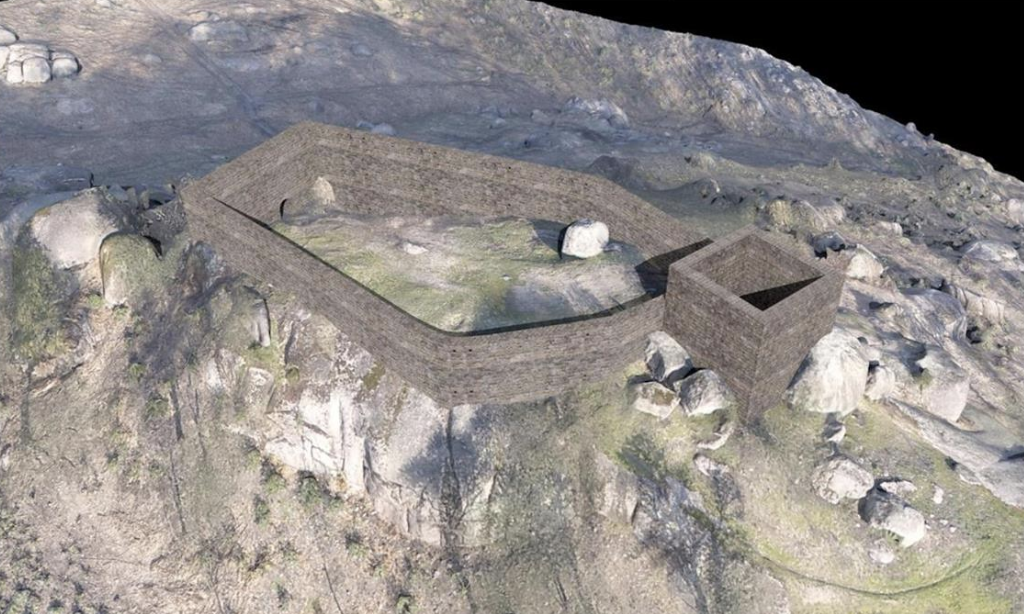
Reconstrução digital da provável aparência do Castelo de Vermoim

A 6 de setembro de 1016, saqueadores nórdicos subiram o Rio Ave nas suas embarcações e lançaram um ataque ao Castelo de Vermoim, situado na atual Vila Nova de Famalicão. Foram aí confrontados pelo conde de Portugal Alvito Nunes.
Embora a Crónica dos Godos apenas mencione brevemente o episódio, vários historiadores, entre eles José Mattoso e Mário Jorge Barroca, acreditam que este confronto resultou na morte de Alvito Nunes. O seu filho, Nuno Alvites, aparece subsequentemente como conde nos registos históricos.
Não se sabe se os viquingues chegaram a Vermoim inteiramente por via fluvial ou também por terra, nem se atacaram outros locais antes ou depois da batalha. Não há indicação definitiva de que Braga, a cerca de 20 km, tenha sido alvo de ataques.
Enquanto uma fonte afirma que os invasores penetraram na região do Minho e, posteriormente, no castelo de Vermoim, onde terão sido derrotados pelo conde, outras sugerem que estes estariam sob o comando de Olaf Haraldsson, futuro rei da Noruega, que alegadamente capturou o castelo e levou parte da população local como prisioneiros.

### Debates sobre a data
O historiador Rui Pinto de Azevedo data a batalha em setembro de 1015, e não a setembro de 1016, integrando-a assim no período de nove meses de atividade viquingue. Hélio Pires apresenta duas possibilidades para esta alegação: ou os nórdicos continuaram os seus raides para além de abril de 1016 e atacaram o castelo de Vermoim em setembro, a caminho do norte, ou a referência da Crónica dos Godos diz respeito a uma outra frota viquingue distinta.
A tese de Azevedo é apoiada por A. Lúcio Vidal, que argumenta que seria impossível Olaf atacar o castelo em setembro de 1016 e regressar à Noruega em apenas quatro meses, considerando que subiu ao trono antes do final desse mesmo ano (embora o mês exato não seja conhecido). Vidal sugere que Olaf concluiu a sua campanha até abril de 1016, sendo assim mais provável que o ataque a Vermoim tenha ocorrido um ano antes.
Uma data ainda mais antiga, 1014, foi proposta pelo historiador Dozy. No entanto, Azevedo rejeita essa hipótese com a seguinte declaração:

Quanto ao ano de 1014, aceite por Dozy para esta expedição, só o consideramos verosímil no que toca à região da cidade de Tui, que nesta conjuntura voltou a sofrer ruína total. Confesso-me. porém, insuficientemente documentado para emitir opinião segura sobre a invasão normanda deste território.

## Consequências

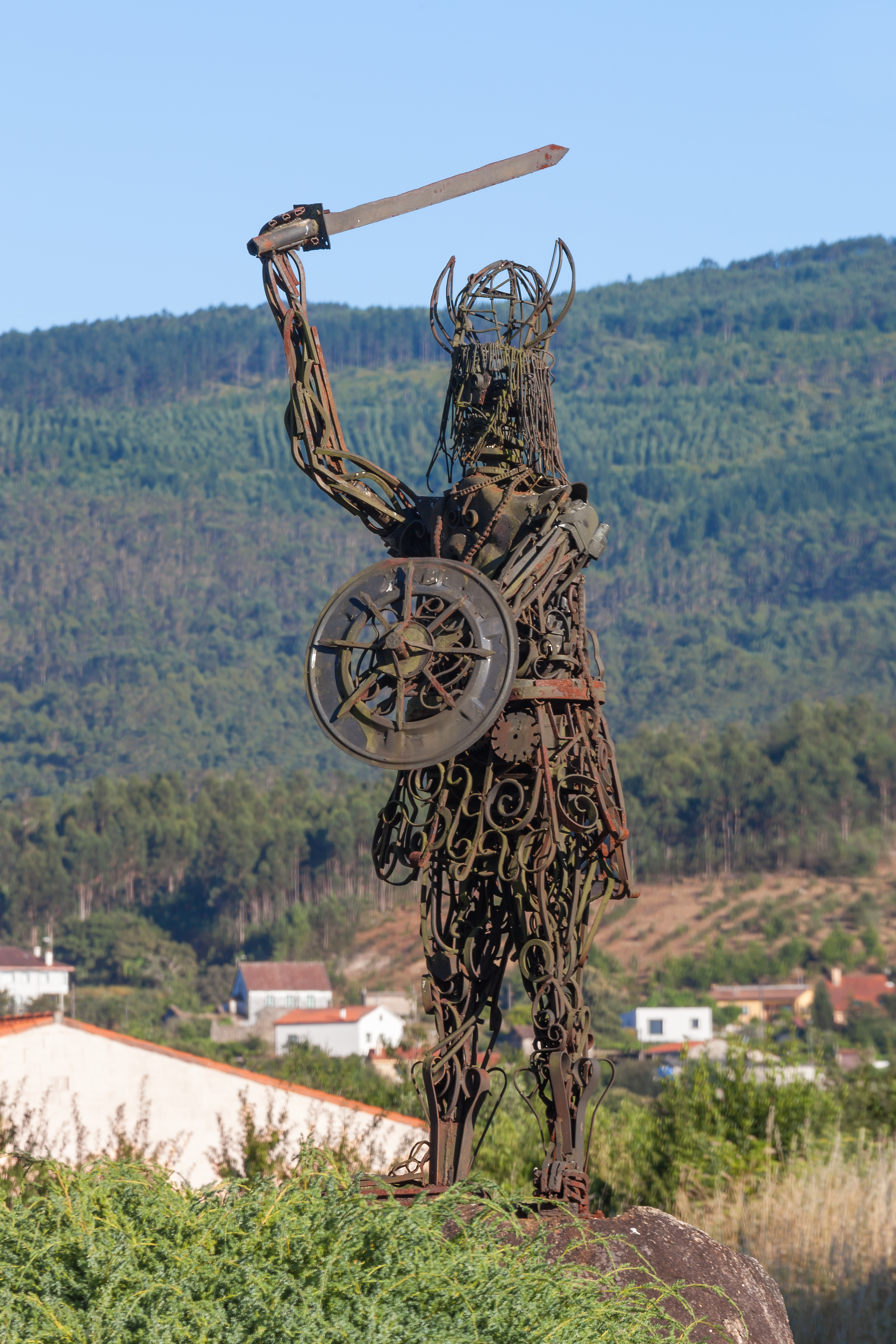
Estátua em memória das incursões viquingue, Catoira, Galiza

Apesar dos registos escritos sobre estas incursões, não foram encontrados vestígios arqueológicos dos acampamentos viquingue em território português.
Uma outra carta, datada de 1026, proveniente do Mosteiro de Pedroso, em Vila Nova de Gaia, menciona uma mulher chamada Meitilli, que transferiu terras para um homem chamado Octício, na região da Terra da Santa Maria (atual Ovar), como pagamento pelo resgate dela e da sua filha Guncina do cativeiro normando. O resgate incluiu uma capa de pele de lobo, uma espada, uma camisa, três lenços, uma vaca e sal, num valor estimado entre 60 e 70 maios (ou módios).
Mais recentemente, a Universidade do Porto, em colaboração com o CITCEM e outras instituições, tem promovido novas investigações sobre este período. O Castelo de Vermoim, que foi atacado e mais tarde desmontado no século XIII, encontra-se atualmente numa zona arqueológica sob consideração para classificação como monumento nacional.